# Gilles Lapouge
Pour les articles homonymes, voir Lapouge.
Gilles Lapouge, né le 7 novembre 1923 à Digne-les-Bains et mort le 31 juillet 2020 à Neuilly-sur-Seine,, est un écrivain et journaliste français.

## Biographie

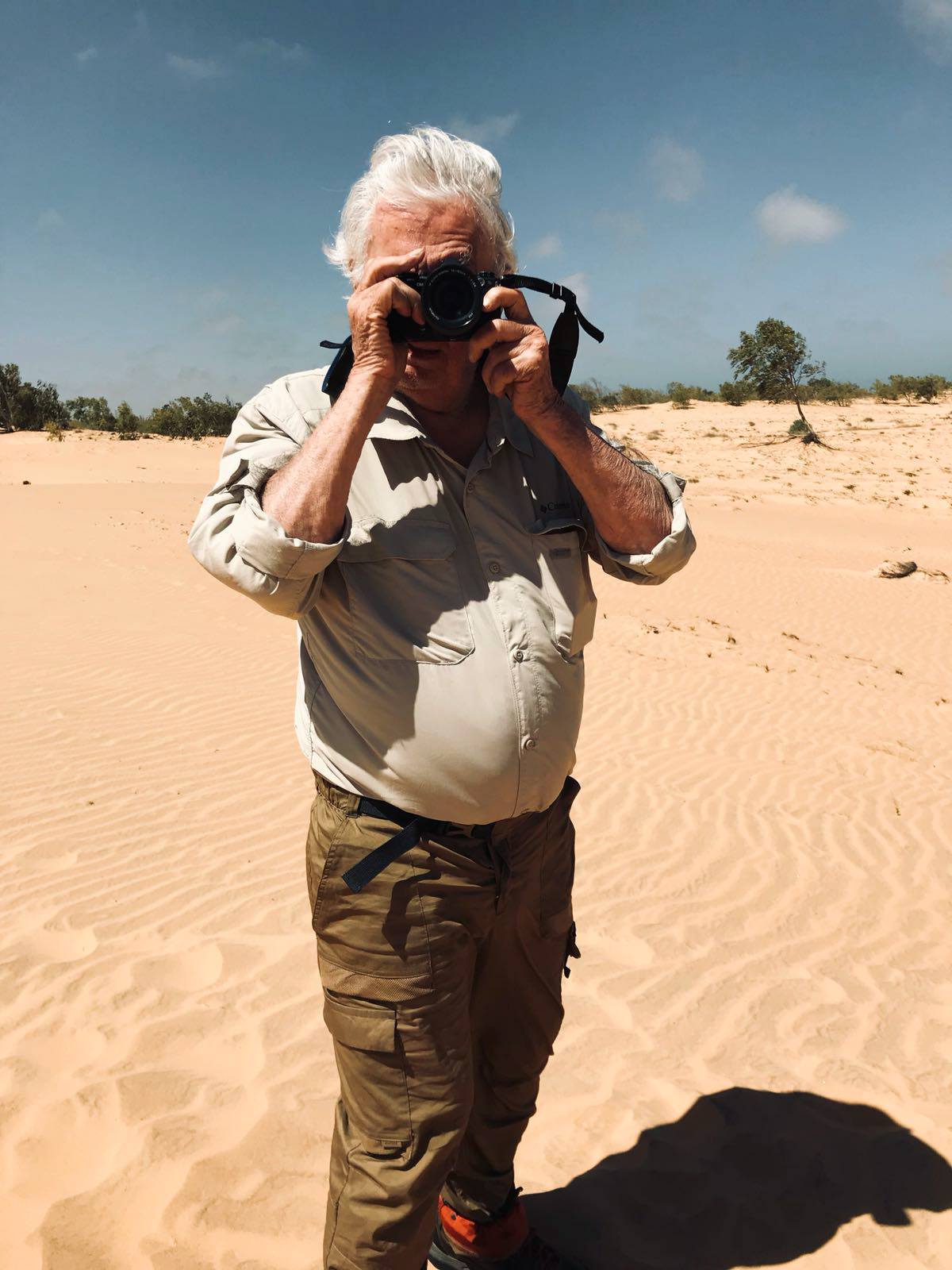
Gilles Lapouge au Sénégal en 2018.

Gilles Lapouge passe son enfance en Algérie où son père est militaire. Après des études d'histoire et de géographie, il devient journaliste. En 1950, il part pour le Brésil. Pendant trois ans, il travaille pour le quotidien brésilien O Estado de São Paulo, dont il restera le correspondant en France pendant plus de quarante ans. De retour en France, il collabore au Monde, au Figaro Littéraire et à Combat.
Il participe à l'émission de Bernard Pivot Ouvrez les guillemets qui deviendra Apostrophes. À France Culture, il produit l'émission Agora, puis En étrange pays. Il fait partie du comité de rédaction de La Quinzaine littéraire.
À la fin des années 1990, Gilles Lapouge accompagne le chercheur et écrivain Evaristo de Miranda dans des expéditions en Amazonie, au Rondônia et Mato Grosso. Ces expériences ont inspiré les livres Au revoir l’Amazonie, 2000 et La Mission des frontières (A. Michel). Lapouge a dédié a Evaristo de Miranda son livre En étrange pays (A. Michel). Il a participé régulièrement à Saint-Malo au festival Étonnants Voyageurs.

## Œuvres
- Un soldat en déroute, Casterman, 1963; rééd. Pierre-Guillaume de Roux, 2012
- Les Pirates, Balland, 1969
- L’Univers de Michel-Ange, H. Scrépel, 1973
- Utopie et civilisations, Weber, 1973
- La Révolution sans modèle, avec François Châtelet et Olivier Revault d'Allonnes, Mouton, 1974
- Équinoxiales, Flammarion, Paris, 1977,  (ISBN 2-08-060963-7); rééd, Pierre-Guillaume de Roux, 2012
- Les Femmes, la Pornographie, l’Érotisme, avec Marie-Françoise Hans, Le Seuil, 1978
- Le Singe de la montre, Flammarion, 1982
- La Bataille de Wagram, Flammarion, 1986 – Prix des Deux Magots, Prix Louis-Guilloux
- Les Folies Koenigsmark, A. Michel, 1989
- L’Incendie de Copenhague, A. Michel, 1995 – Prix Cazes
- Le Bruit de la neige, A. Michel, 1996
- Besoin de mirages, Seuil, 1998 Prix Amerigo-Vespucci
- Au revoir l’Amazonie, 2000 (publié sur Internet, au Brésil)
- La Mission des frontières, A. Michel, 2002
- En étrange pays, A. Michel, 2003
- Le Bois des amoureux, A. Michel, 2006
- L'Encre du voyageur, A. Michel, 2007 – prix Femina essai
- La Légende de la géographie, A. Michel, 2009
- La Maison des lettres. Conversations avec Christophe Mercier, Phébus, 2009
- Dictionnaire amoureux du Brésil, Paris, Plon, 2011 (ISBN 2-259-20925-4)
- Le Flâneur de l’autre rive, André Versaille éditeur, 2012 (ISBN 978-2-87495-153-4)
- L’Âne et l’Abeille, Albin Michel, 2014 – prix France Télévisions[3], Goncourt des animaux[4]
- Nuits tranquilles à Bélem, Arthaud, 2015
- En toute liberté (avec Éric Poindron), Le Passeur, 2015
- Contribution à une théorie des climats, La Grange Batelière, 2016
- Atlas des paradis perdus, , Arthaud, 2017
- Maupassant, le sergent Bourgogne et Marguerite Duras, Albin Michel, 2017

## Prix et distinctions

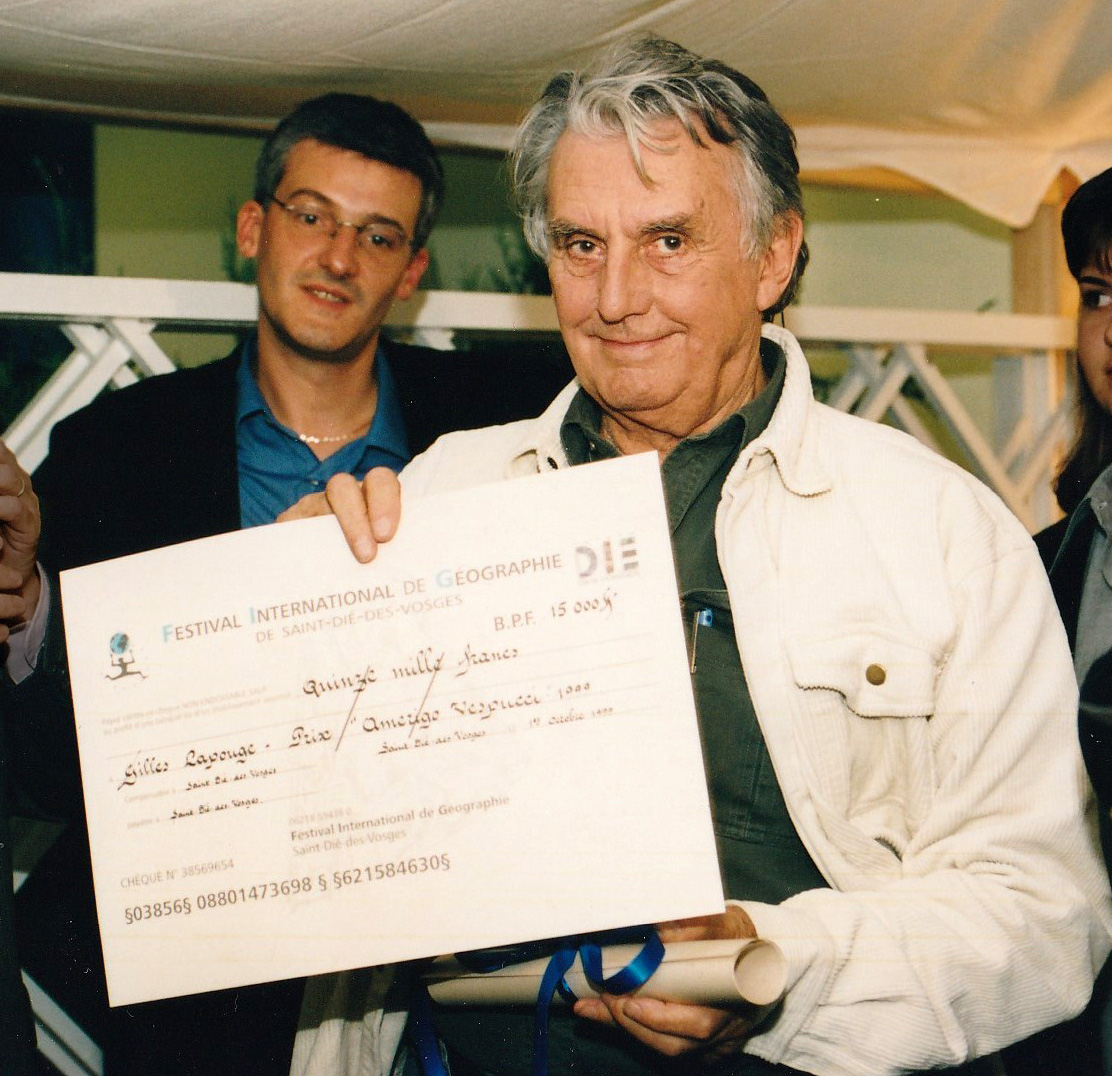
Gilles Lapouge recevant le prix Amerigo-Vespucci lors du Festival international de géographie de 1999.

- Prix des Deux Magots et prix Louis-Guilloux en 1987, pour La Bataille de Wagram.
- Prix Prince-Pierre-de-Monaco en 1990.
- Prix Roger-Caillois en 1996.
- Prix Amerigo-Vespucci en 1999, pour Besoin de mirages (Le Seuil[5]).
- Prix Joseph-Kessel en 2002 pour La Mission des frontières.
- Grand prix de littérature Henri-Gal en 2002 pour l’ensemble de son œuvre.
- Prix de la langue française en 2004.
- Prix Femina essai en 2007 pour L'Encre du voyageur.
- Prix France Télévisions, Grand prix de littérature Paul-Morand[6] et Prix littéraire 30 millions d'amis, appelé Goncourt des animaux, en 2014, pour L'Âne et l'Abeille[7].